# 11. stoljeće
◄ | 1. tisućljeće | 2. tisućljeće | 3. tisućljeće | ►
◄ | 9. stoljeće | 10. stoljeće | 11. stoljeće | 12. stoljeće | 13. stoljeće | ►
1000-ih | 1010-ih | 1020-ih | 1030-ih | 1040-ih | 1050-ih | 1060-ih | 1070-ih | 1080-ih | 1090-ih
11. stoljeće je je razdoblje od 1001. do  1100. godine.

## Osobe
- Kralj Petar Krešimir IV.
- Togrul kralj Turaka Seldžuka. Osvajač Bagdada i Perzije. Njegov sin će slomiti Bizant .
- William I., kralj Engleske. Osvajanjem Engleske započeo 4 stoljeća englesko-francuskih sukoba.